# Шрамко Юрій Меркурійович
Ю́рій Мерку́рійович Шрамко́ (2 листопада 1930, село Червоне, тепер селище Андрушівського району Житомирської області — 2 травня 2019, м. Харків) — український радянський діяч, генерал-майор, голова правління банку «Реал Банк» (1994—2011), віце-президент банку «Грант» (2012—2019). Депутат Верховної Ради УРСР 11-го скликання.

## Біографія
Народився 2 листопада 1930 року в селі Червоне на Житомирщині.
У 1953 році закінчив філософський факультет Київського державного університету імені Тараса Шевченка.
У 1953—1955 роках — завідувач відділу культури виконавчого комітету Олександрівської районної ради депутатів трудящих Ворошиловградської області.
Член КПРС з 1955 року.
У 1955—1958 роках — 1-й секретар Олександрівського районного комітету ЛКСМУ Ворошиловградської області.
У 1958—1959 роках — 2-й секретар Луганського обласного комітету ЛКСМУ.
У 1959—1961 роках — 1-й секретар Луганського обласного комітету ЛКСМУ.
У 1961—1963 роках — завідувач відділу спортивної і оборонно-масової роботи ЦК ВЛКСМ.
З 1963 року працював в органах державної безпеки СРСР. У 1963—1966 роках — начальник відділу Комітету державної безпеки (КДБ) при РМ Української РСР.
У 1966—1972 роках — заступник начальника Управління КДБ при РМ Української РСР по Київській області.
У 1972—1980 роках — начальник Управління КДБ при РМ Української РСР по Ворошиловградській області.
10 березня 1980 — 8 жовтня 1987 року — начальник Управління КДБ Української РСР по Харківській області.
У 1987—1991 роках — начальник Управління КДБ Української РСР по Києву і Київській області.
У 1992—1993 роках — начальник служби безпеки у Міністерстві машинобудування, військово-промислового комплексу й конверсії України.
У 1993—1994 роках — заступник голови правління інноваційно-комерційного «НПК-банк» (ВАТ «Реал-Банк») у місті Харкові. У 1994—2011 роках — голова правління відкритого акціонерного товариства (ВАТ) «Реал Банк» у місті Харкові.
У 2003—2012 роках — віце-президент Харківської банківської спілки. З 2012 року — віце-президент ПАТ «Східно-Український банк „Грант“».
Член ради Асоціації українських банків, голова Українського об'єднання військовослужбовців запасу й у відставці «Правопорядок».
Помер 2 травня 2019 року у Харкові. Прощання відбулось 3 травня 2019 року.
4 листопада 2019 року на будівлі, де проживав Юрій Меркурійович, за адресою вулиця Свободи,8 було відкрито меморіальну дошку на його честь,що викликало значний суспільний резонанс та хвилю обурення. 
5 листопада 2019 року меморіальну дошку було демонтовано. 
8 листопада 2019 року дошку повернули на фасад будинку, проте її було одразу зіпсовано. 

## Звання
- генерал-майор

## Нагороди
- орден Трудового Червоного Прапора (1985)
- орден Червоної Зірки (1967)
- 28 медалей
- почесний громадянин міста Харкова (2010)
- почесний громадянин Харківської області (2012)[6]